# Karaczew
Karaczew – miasto w Rosji, w obwodzie briańskim. W 2010 roku liczyło 19 715 mieszkańców.

## historia
Po raz pierwszy wzmiankowane w 1146. Od ok. 1246 stolica księstwa karaczewskiego, następnie od ok. 1360 we władaniu Litwy. Na początku XVI w. przyłączone do Wielkiego Księstwa Moskiewskiego.
Podczas okupacji hitlerowskiej, w październiku 1941 roku Niemcy utworzyli getto dla żydowskich mieszkańców. Przebywało w nim około 150 osób. 12 grudnia 1941 roku Niemcy zlikwidowali getto, a Żydów zamordowali. Sprawcami zbrodni było Einsatzkommando 8. 
Karaczew jest siedzibą Parku Narodowego „Polesie Orłowskie”.

## Galeria

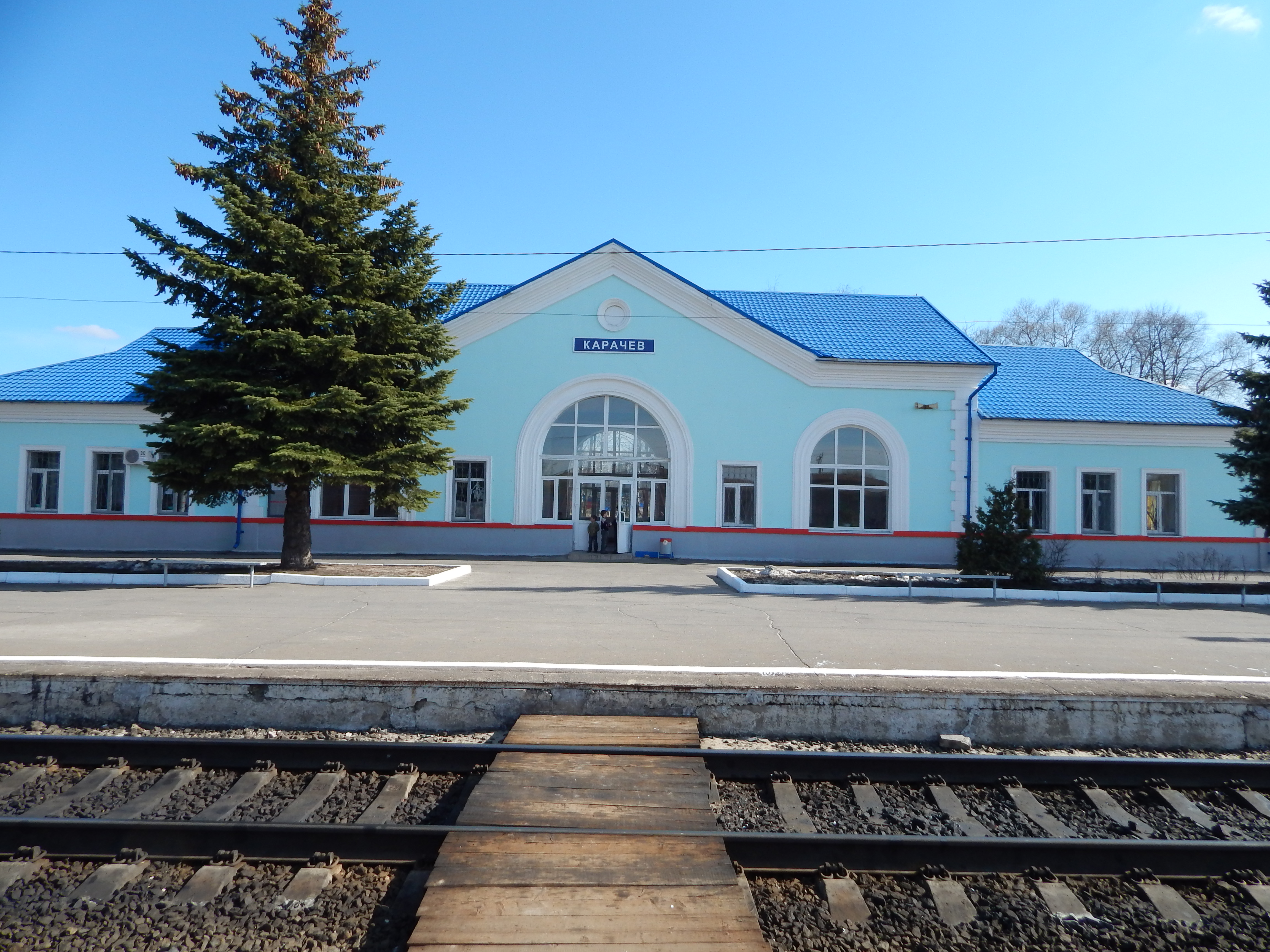
Dworzec kolejowy
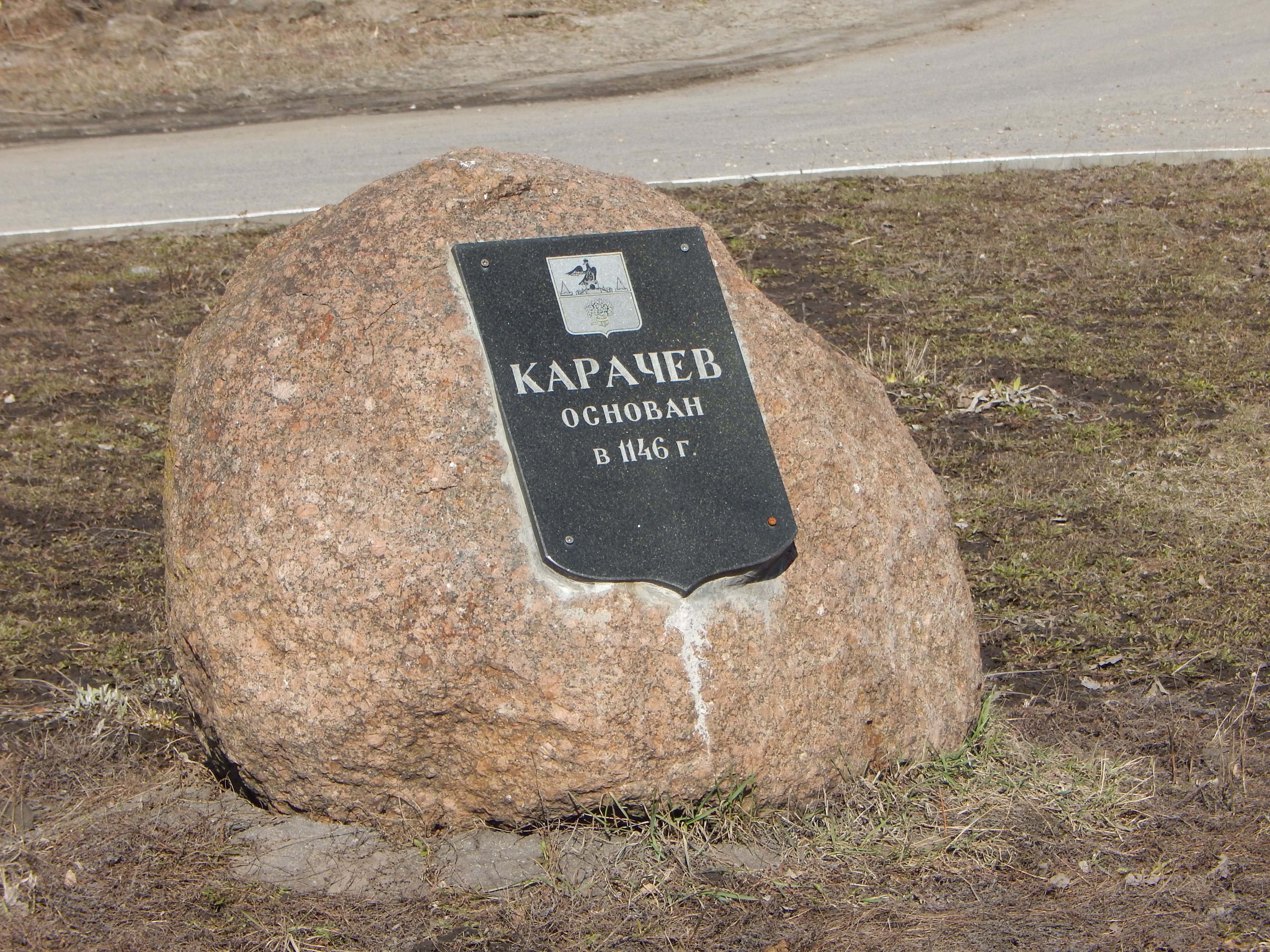
Kamień upamiętniający pierwszą historyczną wzmiankę
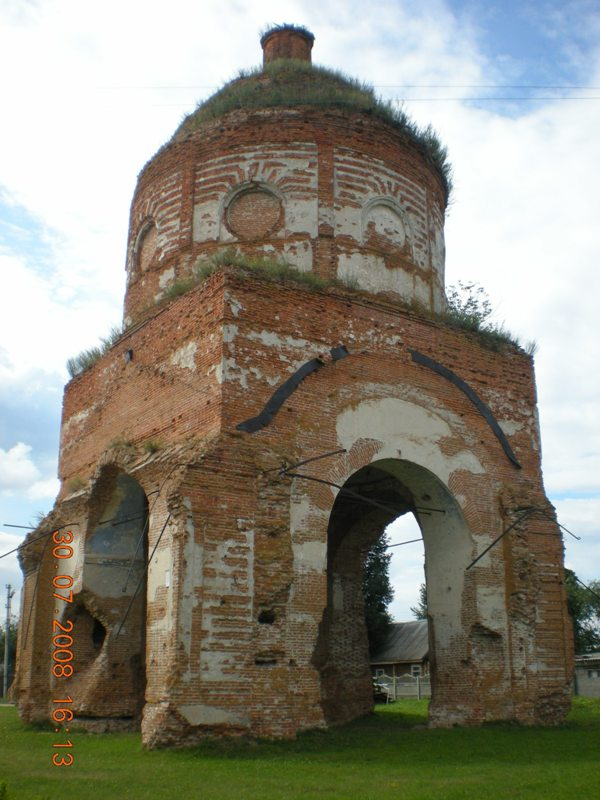
Cerkiew Zaśnięcia Bogurodzicy
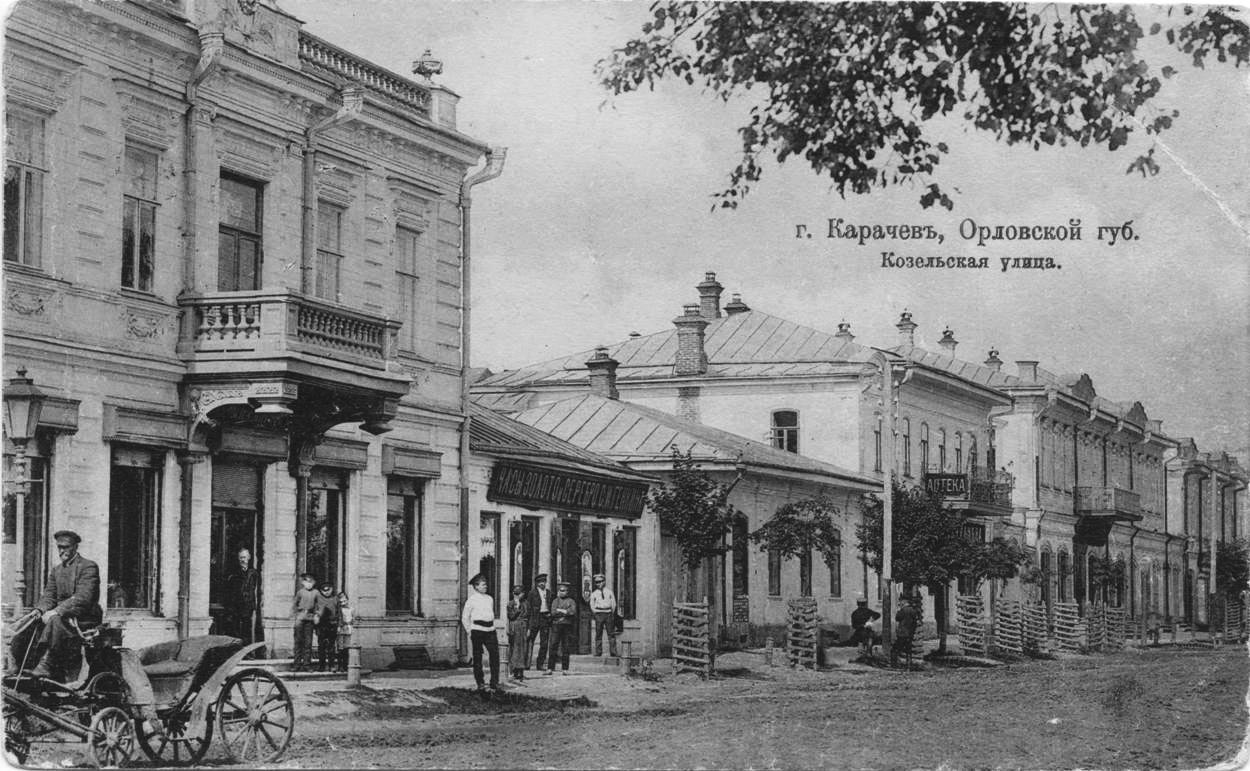
Karaczew na początku XX w.